# Domena (historia)
Domena (łac. dominium, posiadłość, prawo własności) – w systemie feudalnym były to posiadłości ziemskie należące w całości do feudała (np. rycerza, możnowładcy, monarchy). Domena była związana z posiadaniem  własności zwierzchniej, czyli dziedzicznego urzędu terytorialnego w obrębie wielkiej posiadłości ziemskiej (np. hrabstwa, księstwa, ordynacji itp.). W skład domen wchodziły przeważnie miasta z przyległymi wsiami. Czasem były to posiadłości obejmujące nawet całe starostwa jak w przypadku majątków Małachowskich, Myszkowskich, Tarnowskich, Zamoyskich i innych rodów magnackich. 
Szczególną kategorię stanowiła własność państwa (królewszczyzny, ekonomie, dobra kameralne, dobra poduchowne). W Królestwie Prus była to inna nazwa obszaru dworskiego.